# 니콜라이 바투틴
니콜라이 표도로비치 바투틴(러시아어: Николай Федорович Ватутин, 1901년 12월 16일 ~ 1944년 4월 14일)은 제2차 세계 대전에서 활약한 소련의 군인이다.
러시아 제국의 빈농 집안에서 태어난 그는 1920년 붉은 군대에 징집되어 우크라이나의 반혁명군과 싸웠다. 1921년 공산당에 입당하고, 이후 초급 장교를 하면서 1926년부터는 프룬제 군사 아카데미와 참모본부학교에서 고급 군사 이론을 공부했다. 대숙청을 무사히 넘긴 그는 빠른 승진을 함과 동시에 당활동도 성실히 참여하였다. 이후 키에프 군관구의 참모장이 되었다.
1939년 독일이 폴란드를 침공하자, 독소불가침조약의 밀약에 따라 소련도 폴란드를 침공하게 되었다. 그는 참모본부에서 일하면서 이 침공 작전을 입안했다. 이 침공작전의 성공에 따라 그는 중장으로 진급하고 참모본부의 작전부장에 임명되었다. 이렇게 계속 주로 참모로 일했기 때문에, 그의 작전지휘는 너무 추상적이며 이론적이었고, 야전 지휘의 경험은 부족했다. 그러나 그는 빈농출신으로서 자신을 출세시켜준 공산당 활동에 성실히 참여했고, 이런 성실성은 스탈린에게 눈에 띄어 그의 총애를 받는 몇안되는 군인의 하나가 되었다.
그는 계속 참모직으로 일했고, 바르바로사 작전 개시 시점에서는 총참모장이었던 주코프를 보좌하였다. 바르바로사 작전이 시작되자 각 전선에 시찰을 나간 주코프를 대신하여 총참모장 직을 대리하기도 하였다.
재능이 있었으나, 계속 참모직으로만 일하여 현장 지휘 경험이 부족했던 그는 독소전쟁 초기에 몇 번의 패배를 당했다. 그러나 그는 패배의 경험을 토대로 학습하여 후에 결정적인 전투에서 독일군을 분쇄했다.
모스크바 공방전, 스탈린그라드 전투와 쿠르스크 전투에서 맹활약했고, 1944년 드네프르-카르파티아 공세 중 독일군을 추격하던 중, 스테판 반데라가 주도하던 우크라이나 독립운동 게릴라(OUN)의 습격을 받아 중상을 입고 키예프에서 치료 끝에 사망하였다.